# Kuoreslaki
Kuoreslaki är en kulle i Finland.   Den ligger i den ekonomiska regionen  Fjäll-Lappland  och landskapet Lappland, i den norra delen av landet, 800 km norr om huvudstaden Helsingfors. Toppen på Kuoreslaki är 263 meter över havet.
Terrängen runt Kuoreslaki är huvudsakligen platt, men åt sydväst är den kuperad.  Trakten runt Kuoreslaki är nära nog obefolkad, med mindre än två invånare per kvadratkilometer. Det finns inga samhällen i närheten. 